# Hồ Nghinh
Hồ Nghinh (1915 – 2004) là nhà cách mạng Việt Nam, Ủy viên Ban Chấp hành Trung ương Đảng Cộng sản Việt Nam, Phó Trưởng ban Kinh tế Trung ương.s

## Tiểu sử
Ông có tên thật là Hồ Hữu Phước, sinh ngày 15/2/1915 tại xã Duy Trinh, huyện Duy Xuyên, tỉnh Quảng Nam; thường trú tại phường Hải Châu 1, quận Hải Châu, Đà Nẵng.

## Sự nghiệp
Ông tham gia cách mạng năm 1929.
Năm 1945 tham gia khởi nghĩa giành chính quyền trong Cách mạng Tháng Tám, được cử làm Chủ tịch Ủy ban nhân dân huyện Duy Xuyên.
Năm 1946 được kết nạp vào Đảng Cộng sản Đông Dương, năm 1947 được bầu làm Phó Bí thư Huyện ủy Duy Xuyên.
Tháng 1/1949 được bầu vào Tỉnh ủy, một năm sau được cử vào Ban Thường vụ Tỉnh ủy, phụ trách Mặt trận Liên Việt Quảng Nam - Đà Nẵng cho đến năm 1954.
Sau Hiệp định Genève (7/1954) ông được bố trí ở lại hoạt động (trong Ban Chấp hành Tỉnh ủy bí mật); năm 1955 được Khu ủy cử ra miền Bắc bằng con đường hợp pháp. Đến tháng 5/1955 được điều về Ban Liên hiệp Đình chiến (gồm cả sĩ quan Pháp và Việt Nam).
Năm 1959 trở về chiến trường miền Nam và tham gia chiến đấu cho đến ngày toàn thắng (30/4/1975), đã kinh qua các chức vụ Thường vụ Tỉnh ủy, Bí thư Tỉnh ủy Quảng Đà (1962-1972), Ủy viên Thường vụ Khu ủy V, Ủy viên Chủ tịch đoàn Mặt trận Dân tộc Giải phóng miền Nam Việt Nam trong Đại hội Mặt trận lần thứ nhất (2/1962).
Sau ngày thống nhất 1975, Hồ Nghinh làm Chủ tịch Ủy ban Quân quản thành phố Đà Nẵng, Bí thư Tỉnh ủy Quảng Nam - Đà Nẵng. Trong giai đoạn phục hồi kinh tế, hàn gắn vết thương chiến tranh sau năm 1975, với tư cách là Bí thư Tỉnh ủy, ông có công lớn trong việc chỉ đạo cải tạo công thương nghiệp không hoàn toàn theo công thức rập khuôn, giáo điều như nhiều nơi khác và đạt được những thành tích lớn. Trong lĩnh vực nông nghiệp, ông đã thuyết phục được những người lãnh đạo ngành thủy lợi và những quan chức lãnh đạo kinh tế trung ương cho phép xây dựng đập Phú Ninh để giải quyết vấn đề kinh tế, dân sinh của tỉnh Quảng Nam trong điều kiện nguồn vốn xây dựng cơ bản còn rất eo hẹp. Nhờ đó mà nửa tỉnh đất đai cằn cỗi ở phía nam, rộng 25.000 ha, từ một vụ lúa bấp bênh, năng suất thấp thành cánh đồng lúa hai vụ xanh tươi.
Cả cuộc đời cách mạng của ông luôn gắn bó với chiến trường Quảng Nam - Đà Nẵng, là Bí thư Tỉnh ủy gần như liên tục suốt 19 năm (1963 -1982). Trong Đại hội Đảng Cộng sản Việt Nam khóa IV, ông được bầu làm Ủy viên dự khuyết Ban Chấp hành Trung ương, và ở Đại hội khóa V ông được bầu làm Ủy viên chính thức Ban Chấp hành Trung ương Đảng.
Năm 1982 ông được cử làm Phó Trưởng ban Kinh tế Trung ương cho đến khi nghỉ hưu.

## Gia đình
Hồ Nghinh có con trai tên Hồ Việt (mất năm 2019), Chủ tịch Ủy ban nhân dân thành phố Đà Nẵng (1989-1995).

## Khen thưởng
Ông được Đảng và Nhà nước tặng thường các danh hiệu:
- Huân chương Hồ Chí Minh
- Huân chương Độc lập hạng Nhất
- Huân chương Kháng chiến hạng Nhất
- Huân chương Kháng chiến chống Mỹ Cứu nước hạng Nhất
- Huân chương Giải phóng hạng Nhất
- Huân chương Lao động hạng Nhất
- Huân chương Thành đồng hạng Nhì
- Huân chương Quyết thắng hạng Nhất
- Huy hiệu 40, 50, 60 năm tuổi Đảng